# Camtasia
Camtasia (früher Camtasia Studio und Camtasia für Mac) ist eine von TechSmith entwickelte und veröffentlichte Software-Suite zur Erstellung und Aufnahme von Video-Tutorials und Präsentationen per Screencast (Bildschirmaufnahme) oder über ein direktes Aufnahme-Plug-in für Microsoft PowerPoint. Andere Multimedia-Aufnahmen (Mikrofon, Webcam und Systemaudio) können gleichzeitig aufgezeichnet oder separat hinzugefügt werden (z. B. Hintergrundmusik und Erzählungen/Sprachspuren). Camtasia ist in den Sprachen Deutsch, Englisch, Französisch, Japanisch, Portugiesisch, Spanisch und Chinesisch erhältlich.

## Funktionsumfang
Das Programm bietet vier Grundfunktionalitäten, die auf Wunsch bei jedem Start angeboten werden. Mit der ersten Funktion ist es möglich, ein Video des Bildschirms aufzuzeichnen. Mit der zweiten Option kann man eine Audiospur des Mikrofons aufnehmen. Die dritte Auswahl ermöglicht das Abfilmen einer Powerpoint-Präsentation. Die vierte Funktion bietet die Möglichkeit, bestehende Medien in Camtasia zu importieren. Unterstützt werden dabei das hauseigene CAMREC-Format, die Videoformate AVI, MPEG und WMV, sowie die Audio-Formate WAV, MP3 und WMA.
Eine wesentliche Funktion ist die Bild-im-Bild-Funktion. Mit dieser ist es möglich, in das Hauptvideo ein weiteres Video in verkleinerter Form einzubinden.
Das Programm kann plattformunabhängig verwendet werden, d. h., Projekte, die in Camtasia erstellt wurden, können auf Camtasia for Mac übertragen werden und umgekehrt.

## Aufnahmevorgang
Die Bildschirmaufnahme kann direkt über das Menü gestartet werden. Nach Ende der Aufnahme wird die Videodatei temporär erstellt und kann im TREC- oder im MP4-Format abgespeichert und anschließend editiert werden. Es können so mehrere Aufnahmensequenzen erstellt und über die Timeline zu einem Film zusammengefügt werden. Dabei können aufgezeichnete Videos mit weiteren Elementen, zum Beispiel Bildern oder Bausteinen für Vorspann und Abspann aus der Bibliothek kombiniert werden. Dem Video können Übergangseffekte, Tonspuren, Hervorhebungen ("Callouts") und Untertitel hinzugefügt werden.

## Produktion
Die Produktion des erstellen Films erfolgt mit Hilfe des Produktionsassistenten. Dazu kann man entweder selbst benutzerdefinierte Einstellungen vornehmen oder aus verschiedenen vordefinierten Profilen wählen. Je nach Zweck stehen unterschiedliche Profile zur Verfügung. Beispiele sind hier die Produktionsprofile zur Nutzung auf einer CD/DVD, einem iPod oder iPhone oder direkt für YouTube. Diese Profile unterscheiden sich im Wesentlichen in der Auflösung. Für eine DVD wird eine Auflösung von 800 × 600 vorgeschlagen, fürs iPhone 480 × 320. Nach Angabe des Dateinamens und des Speicherortes erhält man eine kurze Zusammenfassung über die zu erstellende Datei und nach Bestätigung startet der Renderungsprozess. Je nach Länge des Videos bzw. der Leistung des Computers kann dieser Prozess unterschiedlich lange dauern.

## Camtasia-Dateiformate
Camtasia verwendet für die Aufzeichnung und Bearbeitung eigene, teils proprietäre, Dateiformate. Diese unterscheiden sich außerdem in der Windows- und der Mac-Version.
Die Aufzeichnung erfolgt in der Camtasia Aufnahmedatei mit der Endung .trec. Dies ist das Standard-Aufnahmeformat für Camtasia und beinhaltet die Rohaufnahmen des Bildschirms und ggf. der Kamera. Es handelt sich um ein Containerformat, das eine MP4-Datei und ergänzende Informationen enthält. Die Aufzeichnung kann auch als MP4-Datei erfolgen, zum Beispiel wenn die Bearbeitung in einem anderen Programm erfolgen soll. Dann sind keine Spezialeffekte möglich, wie etwa SmartFocus.
Zur Weiterbearbeitung wird die Aufnahmedatei sowie ggf. weitere Medien wie Bilder oder Tondateien in den Camtasia Editor importiert und als Camtasia Projektdatei mit der Dateiendung .tscproj abgespeichert. In dieser Datei werden Informationen über die Projekteinstellungen, die verwendeten Medien und die durchgeführten Änderungen der Timeline gespeichert. Die Datei besteht hauptsächlich aus XML-Text und beinhaltet ein Logbuch über die Veränderungen aller Dateien. Zur Weiterverarbeitung des Projekts wird zusätzlich die Camrec-Datei sowie eventuelle zusätzlich importierte Medien benötigt.
Für Camtasia for Mac gibt es zwei entsprechende Formate. Die Camtasia Aufnahmedatei trägt hier die Endung Cmrec. Diese Datei ist das Standard-Aufnahmeformat für Camtasia for Mac und ist vergleichbar mit der CAMREC-Datei von Camtasia Studio. Das bearbeitete Projekt wird in der Camtasia Projektdatei gespeichert, die auf Cmproj endet. Dieses Format ist das Pendant zur Camtasia-Studio-Projektdatei. Hier gibt es noch zusätzlich die Möglichkeit, eine Stand-Alone-Datei zu erstellen, welche alle Informationen über die Medien und die Veränderungen in einer Datei vereint. Diese Datei kann mit anderen Camtasia for Mac-Usern ausgetauscht werden.
Nach der Aufnahme und Bearbeitung in proprietären Formaten erfolgt die Produktion. Dafür steht eine Reihe von Dateiformaten zur Auswahl, die auf vielen Computern und mobilen Geräten verwendbar sind, zum Beispiel AVI, WMV, MOV, MP4, SWF, FLV.

## Verwendung

### Schulungsunterlagen
Mit der zunehmenden Verbreitung von E-Learning-Angeboten wird Camtasia inzwischen von vielen Bildungsanbietern im kommerziellen und nicht-kommerziellen Bereich zur Erstellung von Video-Tutorials verwendet.
Aufgrund der relativ einfachen Handhabung des Programms sowie der vor allem für den Einsatz in E-Learning-Bereichen konzipierten Software kommt das Programm an verschiedenen Universitäten zum Einsatz oder wird zumindest empfohlen. Die E-Competence-Agentur der Universität Duisburg-Essen stellt Studierenden die Software Camtasia ebenfalls günstig zur Verfügung.
Camtasia wird an den Universitäten von Studenten für erste Erfahrungen mit dem Umgang einer Videosoftware im Rahmen verschiedener Projektarbeiten genutzt. Auch werden zunehmend einzelne Lehrveranstaltungen mit Hilfe dieses Programms zur Vorlesungsaufzeichnung verwendet. Von derartigen Vorlesungsaufzeichnungen profitieren sowohl Studierende als auch Lehrende. Studierende können sich die Vorlesung mehrmals ansehen und Lehrende können selbige den Studierenden für einen längeren Zeitraum zur Verfügung stellen. Die Produktion einer solchen Vorlesung ist mit relativ geringen Kosten verbunden und je nach Thematik kann das produzierte Material im nächsten Semester wieder verwendet werden. Teilweise werden an Universitäten spezielle Tutorien für die Software angeboten.
An der Universität Trier wird Camtasia für Videosequenzen im Rahmen vom Fremdsprachenlernen eingesetzt.
An der Universität Bielefeld wird Camtasia auf der einen Seite dazu verwendet, bereits existierende Skripte nachträglich mit multimedialem Inhalt anzureichern und auf der anderen Seite interaktive Selbstlernmodule zu gestalten. Den Skripten werden dazu Hyperlinks oder Visualisierungen hinzugefügt um eine bessere Veranschaulichung der Thematik zu ermöglichen.

### Privat
Privat kann die Software beispielsweise dazu eingesetzt werden, Installationsschritte (als Tutorial) audio-visuell zu erklären. Dazu wird einmalig ein Video erstellt und kann dann an alle weiteren Personen verteilt werden. Es ist auch möglich, ein selbst erstelltes Video mit Camtasia zu bearbeiten und es anschließend auf Plattformen wie YouTube hochzuladen.

## Entwicklung und Versionierung

### Camtasia
Das Programm wurde erstmals im Herbst 1999 auf der COMDEX unter dem Namen Camtasia vorgestellt. Seither wurde das Programm kontinuierlich erweitert.
Am 28. Oktober 2002 wird die Software von Camtasia in Camtasia Studio umbenannt und in der Version 1.0 unter dem neuen Namen erstmals veröffentlicht. Zu den wesentlichen Veränderungen gehört die Unterstützung von SWF als Outputformat.
Neben Verbesserungen bei Launchpad, Screenpad, Player und Producer wurde der Camtasia MenuMaker integriert, mit dem Menüs für CD-ROMs erstellt werden können.
Version 2.0 wird am 3. November 2003 released, in der das Launchpad, die Camtasia Effekte und der Camtasia Producer zu einer Oberfläche zusammengefasst werden. Mit dem Camtasia Theater kann man nun Web-Präsentationen anhand von SWF-Filmen erstellen. Es werden nun die Formate MP3, MPEG, WMA, WMV, FLV unterstützt. Seit dieser Version ist eine Echtzeitvorschau des gesamten Projekts möglich. Zoom-Effekt & Schwenk-Effekt wurden hinzugefügt.
In der Version 3.0.2 vom 31. Oktober 2005 wird die PIP-Funktion sowie die Möglichkeit zur Einbindung von Aufnahmen einer Webcam hinzugefügt. Seit dieser Version besitzt das Programm eine Symbolleiste zur Audiobearbeitung. Es wurde eine Funktion für Flash-Quiz hinzugefügt, über die Benutzer ein Multiple-Choice-Quiz in ein Video einbauen können.
In Version 4.0 vom 5. Dezember 2006 wird die Produktionsoption Screencast.com ergänzt und die Benutzeroberfläche des Camtasia Recorders aktualisiert. Seit dieser Version ist es möglich, Inhalte für den Apple Ipod zu produzieren.
Ab der Version 5.0 vom 20. November 2007 wird Windows XP oder Windows Vista zum Ausführen des Programms benötigt. Es werden neue Übergangseffekte und Produktionsprofile integriert. Dokumente können auf FTP-Server oder Screencast.com hochgeladen werden. Die Unterstützung für die Snagit Output-Zusatzanwendung wird integriert. Die SmartFocus-Funktion, mit der Camtasia Studio automatisch zu wichtigen Stellen im Video zoomt, wird hinzugefügt.
In der Version 6.0 vom 31. März 2009 wurde die Produktionsfunktion für IPod touch/iPhone ergänzt und die Unterstützung für MOV- und MP4-Dateien geschaffen. Weiters wurden neue Callout-Effekte eingefügt und vermehrtes Bugfixing betrieben.
In Version 7.0 vom 4. Mai 2010 wurde die Benutzeroberfläche überarbeitet. Es wurde eine Bibliothek hinzugefügt, in der Video- und Audio-Sequenzen, Callouts, Bilder und andere Bausteine zur späteren Verwendung gespeichert werden können. Darüber hinaus wurde die Auswahl an Callouts zur Hervorhebung, unter anderem um animierte Varianten und Tasten-Bilder, erweitert. Darüber hinaus wurden Probleme, zum Beispiel bei der Tonaufzeichnung, behoben und die Unterstützung für Windows 7 verbessert.
Die Version 8 wurde am 19. Juni 2012 in englischer Sprache veröffentlicht. Die deutsche Version erschien am 18. September 2012, allerdings direkt in Version 8.0.2.

### Camtasia for Mac
Seit 25. August 2009 bietet Techsmith für Mac-User die Version Camtasia for Mac an.
Im Oktober 2016 kam mit der Version 3 eine Angleichung der Bedienungen zwischen der Windowsversion und der Mac-Version auf den Markt. Seither sind die Formate in beiden Versionen austauschbar, so dass Projekte wahlweise (und wechselnd) in beiden Versionen weiterbearbeitet werden können.
Das Preismodell von Techsmith erlaubt beim Kauf von Camtasia die Nutzung auf einem Mac und auf einem Windows PC, so dass Kunden mit einer einzigen Lizenz beide Versionen nutzen können.

### Demoversion
Sowohl für Camtasia Studio als auch für Camtasia for Mac existiert eine kostenlose Testversion, die ohne Einschränkung für 30 Tage genutzt werden kann. Danach wird die Eingabe eines Lizenzschlüssels verlangt. Ab Version 9.0.5 vom Mai 2017 wird während der Demozeit ein Wasserzeichen von Camtasia eingesetzt, das erst nach Eingabe eines Lizenzschlüssels verschwindet.

## Vertrieb
Camtasia wird von verschiedenen Händlern sowie über den Online-Store vertrieben.

## Alternativprodukte (Auswahl)
Open-Source-Vertreter:
- CamStudio (ausschließlich Windows, Probleme bei Hardware-beschleunigten Applikationen)
- recordMyDesktop (ausschließlich Linux)
- VirtualDub Videoschnitt und Kompression von Bildschirmvideos (Windows)
- Open Broadcaster Software für Linux, Windows und Mac – enthält Screencast Recorder
- VLC (Linux, Windows, Mac, …)
- FFmpeg für Linux, Windows und Mac (Kommandozeile)

Proprietäre Vertreter sind:
- Adobe Captivate (kommerziell)
- balesio TurboDemo (kommerziell)
- Fraps (kommerziell)
- Microsoft Expression Encoder (Freeware, Windows)
- Wink (Verfügbar für Linux und Windows, Einzel-Screenshots statt Video)
- Apple QuickTime (Screencast-Funktion nur unter OS X verfügbar)